# Here We Go!
『Here We Go!』は、光村図書が出版する日本の英語教科書である。また、Here We Go!は小学校用教科書と中学校用教科書があるが、ブランド分けをされずに統一されている(名前はHere We Go!とHere We Go! ENGLISH COURSEに分かれている)。

## 概要
前身は1993年に参入した『COLUMBUS』であり、その後『COLUMBUS21』へリニューアルされたが、シェア率は英語教科書を発行する6社中最下位であった。
しかし、2020年度に小学校高学年から英語が正規科目化されることをきっかけに小学校版も出版され、それと同時に『Here We Go!』へ再リニューアルされた。COLUMBUS21までのデザインから一新し、漫画・アニメ風のデザインとなった。また、このリニューアルの後に小・中ブランドも統一された。そして令和3年度では、中学校においての英語の教科書の採択率は第2位となる躍進を遂げた。
小学校版の教科書の表紙は令和6年度版にて変更されたが、小学5年生はオレンジ色、小学6年生は青色という配色は変更されなかった。また、中学校版の教科書の表紙は令和7年度版にて変更されたが、中学1年生は赤色。中学2年生は青色。中学3年生は緑色という配色は変更されなかった。表紙・本文イラストレーション/キャラクターデザインは小学校版はグリヒルが、中学校版はやぼみが担当している。

## 内容
最初に主な登場人物が紹介され、ページをめくると目次が現れる。UnitとUnitの間に偶に「You Can Do It!」というコーナーが設けられている。その他にも「Daily Life」「Let's Read」「World Tour」というものがUnitの終わりに書かれていることもある。また、教科書の最後には様々な付録やWord Listが書かれている。
中学校版教科書では、1年生の前半まで漫画形式の書き方だが、1年生の後半からは文字中心の書き方になっている。
教科書には付録されていないが、光村図書のサイトから「Here We Go! カレンダー」という物が毎年作成されている。小学校版のカレンダーには所々に単語が書かれてある。
小学校版Here We Go!は令和6年度版にてQRコンテンツのバージョンアップを遂げ、さらに教科書から取り外して使える「Picture Dictionary」という物がついてくるようになった。また、中学校版Here We Go!は令和7年度版にてQRコンテンツのバージョンアップや、ストーリーの番外編を描いた「Extra Story」が追加される。

## SNS
YouTubeには光村図書の公式アカウントで「Here We Go!」の動画があげられている。中学校版の動画では『令和7年度版中学校英語教科書『Here We Go！』ストーリー（光村図書出版）』という動画がアップロードされており、ストーリーとメインキャラクターの紹介がされている

## ストーリー
Here We Go!のストーリーは、Unitごとに分けられている。小学校版も中学校版も1Unitが4つに分かれている。光村図書の中学校教科書のご案内には「学校生活を中心とした身近な場面での、「私も！」「こういうこと、あるよね」と共感できるせりふや続きが気になる展開が、生徒の心をつかみ、学ぶ意欲を高めます。」と書かれてある。
また、QRコンテンツも充実しており、リスニング問題を聞けたり、ストーリーの実写版や基本文や文法を確認するミニアニメなどがQRコンテンツで聞いたり見ることができる。

## 沿革(小学校版)
| 版数  | 使用年度    | 備考                                                     |  |
| ----- | ----------- | -------------------------------------------------------- |  |
| 初版  | 2021 - 2023 | 小学校の英語正規科目化に合わせて出版                     |  |
| 第2版 | 2024 -      | 表紙の変更、QRコンテンツの増量、Picture Dictionalyの追加 |  |

## 沿革(中学校版)
| 版数  | 使用年度    | 備考                                            |  |
| ----- | ----------- | ----------------------------------------------- |  |
| 初版  | 2021 - 2024 | COLUMBUS21からリニューアル                      |  |
| 第2版 | 2025 -      | 表紙の変更QRコンテンツの増量、Extra Storyの追加 |  |

## 登場人物(小学校版)
ストーリーに出てきたことがあり、さらに名前が判明しているキャラクターのみ記す。主要キャラクターには下線を引いてある
Kaneko Shota(金子　将太)
ひょうきん者でおおらか、食いしん坊の主人公。野球が大好き。
Sato Yui(佐藤　結衣)
しっかりもので負けず嫌いであり、海外に住んだ経験がある。
Ueda Kazuki(上田　和希)
控え目な性格で優しく、ロボット作りが趣味。
Lily Smith(リリー・スミス)
オーストラリアのシドニー出身。後述する兄のダンがあこがれの人である。
Nicholas Rios(ニコラス・リオス)
ニックネームはニック。アメリカのニューヨーク出身であり、好奇心旺盛な性格である。
Asha Bindra(アーシャ・ビンドラ)
6年生で転校してきた。インドのニューデリー出身。
Mr.Hanai Shuntaro(花井　俊太郎先生)
ニックたちの組の先生であり、英語を勉強中。
Ms.Olivia Miller(オリビア・ミラー先生)
英語の先生。カナダのトロント出身であり、旅行が大好き。
Christina Rios(クリスティーナ・リオス)
ニックの中学生の姉。ニックネームはティナであり、中学校版Here We Go!の主人公。
Dan Smith(ダン・スミス)
前述したリリーの兄。車いすバスケットボールの選手である。

## 登場人物(中学校版)
ストーリーに出てきたことがあり、さらに名前が判明しているキャラクターのみ記す。主要キャラクターには下線を引いてある。
Imura Kotaro(井村　光太郎)
この教科書の主人公の一人。本町中学校在学。4月2日生まれ。ニックネームは「Kota」。吹奏楽部所属。特技はトランペットであり、その他にも意外な特技がある。公式YouTubeの動画では「引っ込み思案な主人公」と紹介されている。
Goto Eri(後藤　絵里)
この教科書の主人公の一人。本町中学校在学。6月16日生まれ。演劇部所属。Kotaとは幼馴染で、特技はピアノである。英会話教室に通っていた経験があるため、英語には自信があり、公式YouTubeの動画では「みんなを引っ張るタイプ」と紹介されている。
Christina Rios(クリスティーナ・リオス)
この教科書の主人公の一人。本町中学校在学。2月14日生まれ。ニックネームはTina。演劇部所属。アメリカ合衆国出身であり、ニューヨークから引っ越してきた。快活であり、責任感が強い。ダンスと歌が得意であり、公式YouTubeの動画では「明るくてしっかり者」と紹介されている。
Kim Hajin(キム・ハジン)
この教科書の主人公の一人。本町中学校在学。11月30日生まれ。バスケットボール部所属。韓国出身であり、1年の2学期に転校してきた。普段はややクールであり、特技はバスケットボールである。公式YouTubeの動画では「2学期からの転校生」と紹介されている。
Nicholas Rios(ニコラス・リオス)
本町小学校在学。ニックネームはNick。9月27日生まれ。サッカー部所属。人懐っこい性格で、Kotaを慕っている。公式YouTubeの動画では「Tinaの弟」と紹介されている。
Christina Rios(クリスティーナ・リオス)
ニューヨーク在住。Tinaのおじいちゃん。
David(デイビッド)
ニューヨーク在住。8月26日生まれ。Tinaの幼馴染で、憧れの人。放課後や週末は車いすテニス打ち込んでおり、優しくて頼りになる。公式YouTubeの動画では「Tinaの幼なじみ」と紹介されている。
Ms.Thusi(ツシ先生)
本町中学校の英語の先生。3月8日生まれ。南アフリカ共和国のケープタウン出身であり、演劇鑑賞が趣味。何かとKotaたちのことを気にかけてくれる。また第一版ではMs.Brown(ブラウン先生)が先生として勤めていた。
Mr.Utada(ウタダ先生)
本町中学校の音楽の先生。吹奏楽部の顧問をやっている。